# Julien Macdonald
Julien Macdonald (* 19. März 1971 in Merthyr Tydfil, Wales, UK) ist ein britischer Modedesigner, der durch sein Wirken als ehemaliger Givenchy-Chefdesigner und durch sein eigenes Label Julien Macdonald bekannt ist.

## Werdegang
Julien Macdonald begann früh, sich für das Stricken zu begeistern und studierte Fashion Knitwear an der University of Brighton und machte 1996 seinen Master am Royal College of Art in London.
Im Anschluss an sein Studium wurde er von Karl Lagerfeld für den Bereich Strickmode von Chanel angeworben. Auch für Lagerfelds eigenes Label Karl Lagerfeld designte er. 2002 bis 2004 war er Chefdesigner für Givenchy, als Nachfolger von Alexander McQueen.
1997 launchte er das Label Julien Macdonald, das auf der London Fashion Week vertreten ist. Des Weiteren entwirft er für die britische Kaufhauskette Debenhams unter dem Label Star by Julien Macdonald, welches sowohl Kleidung, als auch Wohnartikel führt.
Aufmerksamkeit erhielt Julien Macdonald durch seine Initiative gegen Magersucht in der Modelbranche.
2020 war Macdonald Gastjuror bei Germany’s Next Topmodel.

## Auszeichnungen
- 2001 erhielt er den vom British Fashion Council vergebenen British Fashion Award in der Kategorie Glamour Designer
- 2006 erhielt er von Königin Elisabeth II. den Order of the British Empire